# Synaptus
Synaptus is een geslacht van kevers uit de familie  
kniptorren (Elateridae).
Het geslacht is voor het eerst wetenschappelijk beschreven in 1829 door Eschscholtz.

## Soorten
Het geslacht omvat de volgende soorten:
- Synaptus difficilis (Fleutiaux, 1902)
- Synaptus filiformis (Fabricius, 1781)